# Mr. Moto und der Wettbetrug
Mr. Moto und der Wettbetrug ist ein Film über den geheimnisvollen japanischen Detektiv Mr. Kentaro Moto. Es ist der dritte Film einer achtteiligen Reihe von Mr.-Moto-Filmen, die alle auf den Mr.-Moto-Erzählungen von John P. Marquand basieren. Nachdem der vermeintliche Sieger eines Schwergewicht-Boxkampfs unter mysteriösen Umständen während eines Boxkampfs durch eine Vergiftung ums Leben kommt, untersucht Mr. Moto den Tod des Boxers. Dabei findet er heraus, dass ein unbekannter Glücksspieler hohe Geldsummen gegen den ums Leben gekommenen Boxer gewettet hat. Ihm wird klar, dass der Schlüssel zur Lösung dieses Mordfalls die Identifizierung des unbekannten Glücksspielers ist.

## Handlung
Police Lieutenant Riggs nimmt Mr. Moto und Lee Chan, Motos Studenten im Fach Kriminologie an der San Francisco State University, mit zu einem Box-Kampf zwischen Bill Steele und Frank Stanton. Der Sieger bekommt eine Chance auf einen Titelkampf gegen den Boxmeister Biff Moran. Der Kampf ist allerdings manipuliert, da der Gangster Nick Crowder große Geldsummen darauf gewettet hat, dass Stanton nicht die fünfte Runde überstehen wird. Tatsächlich geht dieser in der vierten Runde zu Boden und stirbt kurz darauf.
Mr. Moto arbeitet zusammen mit Lieutenant Riggs an der Lösung des Falls. Zunächst geht man von einem Herzversagen aus, allerdings findet Mr. Moto Giftspuren am Boxhandschuh von Steele. Mr. Moto findet heraus, dass 100.000 US-Dollars bei landesweiten Wetten gegen den vermeintlichen Favoriten Stanton gewonnen wurden. Bei seinen Recherchen stößt der Detektiv auf einen organisierten, gefährlichen Glücksspielring. Der Buchmacher Clipper McCoy verliert an Crowder.
Mr. Moto verspricht die Auflösung des Falles am Abend des Titelkampfs. Allerdings beabsichtigt auch der Mörder, ihn mit einer versteckten Pistole zu ermorden. Mr. Moto entkommt dem Anschlag und löst den Fall des Wettbetrugs und der Vergiftung Stantons.

## Kritik
„Der dritte Film der kurzweiligen Krimiserie verzichtet auf exotische Beigaben und setzt mehr auf Humor und Gags, wird aber durch die Box-Prügeleien unnötig zerdehnt.“

## Trivia
Der Film sollte ursprünglich unter dem Titel Charlie Chan at the Ringside mit Warner Oland in der Rolle des chinesisch-hawaiianischen Detektivs Charlie Chan verfilmt werden. Nachdem Oland aufgrund gesundheitlicher Gründe plötzlich die Dreharbeiten beendet hatte, wurde die Story als Mr. Moto–Film umgeschrieben und mit Peter Lorre verfilmt. Gleichwohl blieb die Rolle von Keye Luke als „Lee Chan“, dem Sohn von Charlie Chan, erhalten. Es war zugleich der einzige Film, in dem Keye Luke außerhalb der Charlie Chan-Filmreihe diese Rolle verkörperte. Auch Harold Huber („Lieutenant Riggs“) hatte zuvor in zwei Charlie-Chan-Filmen in ähnlichen Rollen mitgewirkt, nämlich in Charlie Chan on Broadway (1937) und Charlie Chan at Monte Carlo (1937).
In der Rolle des Horace „Knock Out“ Wellington ist Max „Maxie“ Rosenbloom zu sehen, der von 1930 bis 1934 Weltmeister im Leichtschwergewichts-Boxen war.
In einer weiteren Nebenrolle ist Lon Chaney junior zu sehen, der Sohn des Stummfilm-Stars Lon Chaney senior. Chaney junior wurde vor allem in den 1940er Jahren als Darsteller von Werwölfen in Horrorfilmen bekannt.